# Guipry-Messac
Guipry-Messac (bret. Gwipri-Mezeg) – gmina we Francji, w regionie Bretania, w departamencie Ille-et-Vilaine. W 2013 roku liczba ludności na terenie obecnej gminy wynosiła 6735 mieszkańców. 
Gmina została utworzona 1 stycznia 2016 roku z połączenia dwóch wcześniejszych gmin: Messac oraz Guipry. Siedzibą gminy została miejscowość Messac.